# Baie de Ramla
La Baie de Ramla est une plage de sable doré situé au nord de l'île de Gozo.
La baie est située entre les villages de Nadur et Xagħra. Elle est recouverte d'une plage de sable doré rougeâtre qui la rend très populaire auprès des Maltais et des touristes, et lui donne son nom en maltais : Ir-Ramla l-Ħamra signifiant la plage rouge.

## Environnement naturel

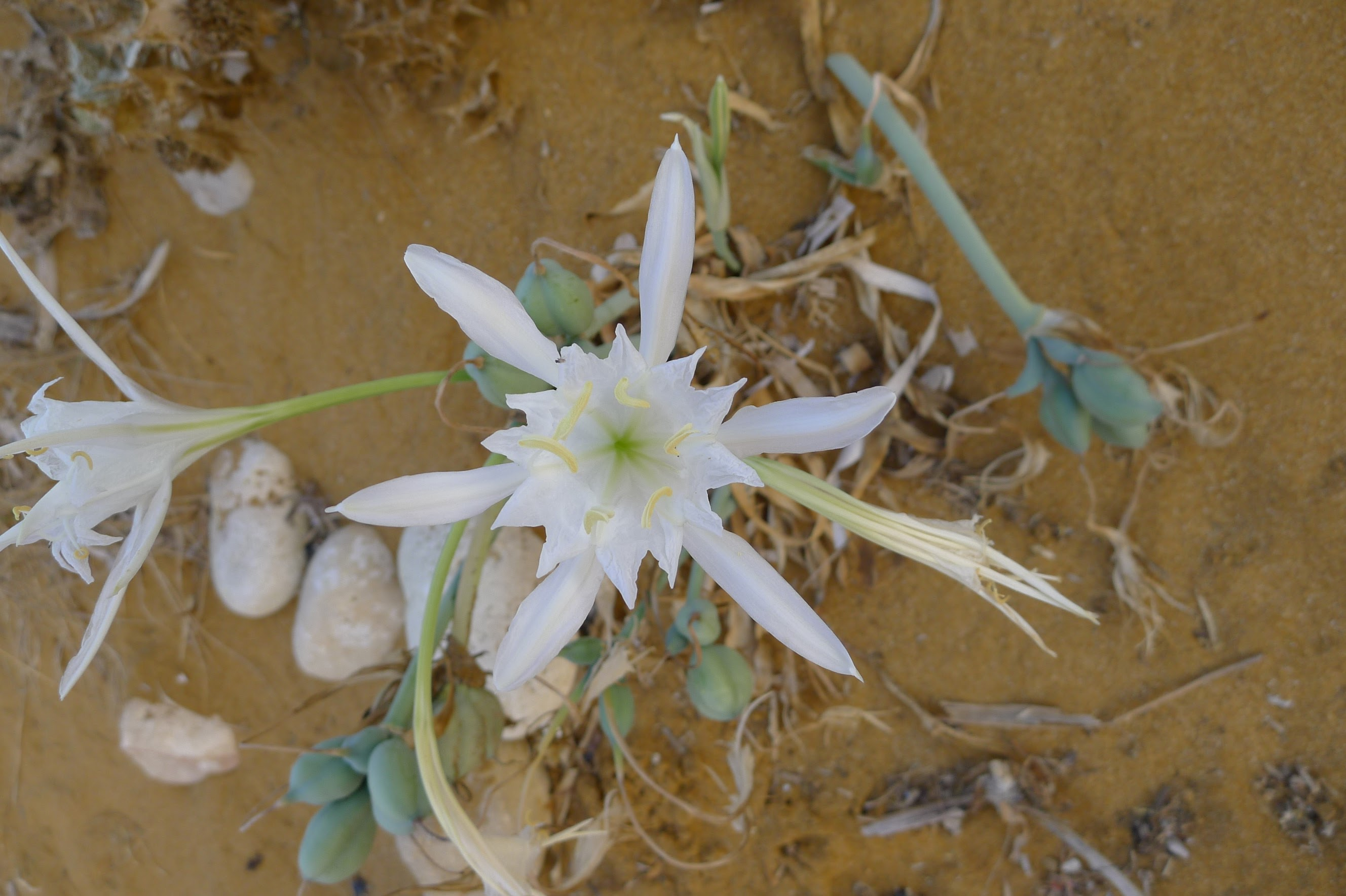
Lis de mer (Pancratium maritimum) sur la baie de Ramla, 2012

Une partie de la baie est protégée par l'organisation Natura 2000. La baie est bordée d'une riche végétation spécifique du littoral méditerranéen dont le Lis de mer (Pancratium maritimum). On peut également y rencontrer des espèces endémiques de l'archipel maltais : Allium lojaconoi, Salsola melitensis, etc.

## La grotte de Calypso
Un chemin sur le versant ouest de la baie se prolonge jusqu'à une grotte naturelle que la tradition ancienne associe à la grotte de Calypso où la nymphe retint Ulysse prisonnier pendant 7 ans.

## Villa romaine
Une vaste construction d'époque romaine est situé sur la partie ouest de la plage. Le site, fouillé entre 1911 et 1915, comprenait au moins 19 pièces avec sans doute une partie d'habitation et un complexe thermal richement décoré.

## Monument

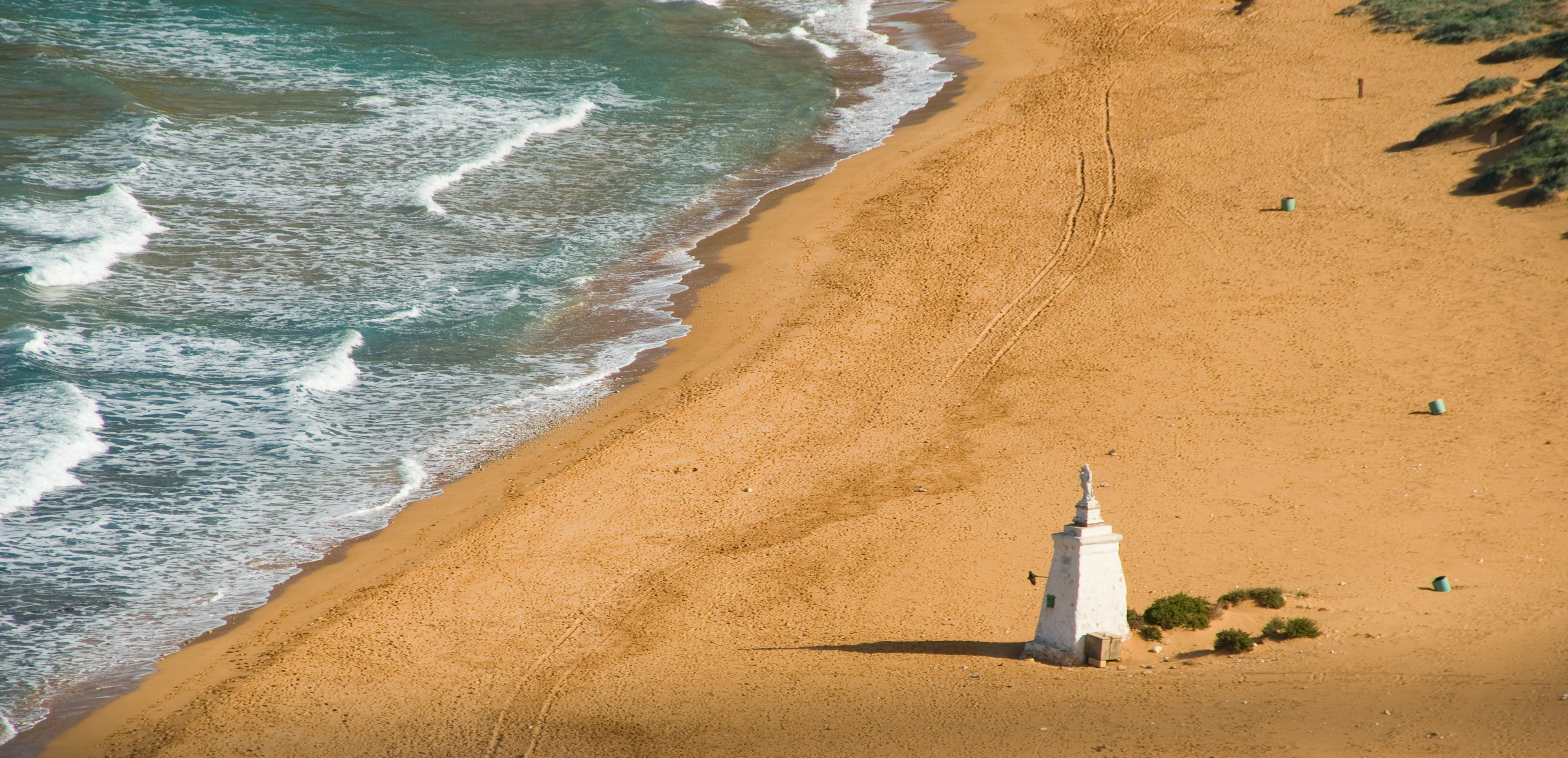
Staue de la Vierge à l'Enfant sur la baie de Ramla, 2008

Une statue de la Vierge à l'Enfant est érigée au centre de la baie depuis 1881. Elle doit protéger les marins et les baigneurs.

## Projets de construction
En 2007, un projet de construction de 23 villas à proximité de la plage a déclenché une polémique autour de la sauvegarde du site naturel et archéologique